# Du sang en première page
Pour plus de détails, voir Fiche technique et Distribution.
Du sang en première page (titre original : The Story on Page One) est un film américain réalisé par Clifford Odets, sorti en 1959.

## Synopsis
Après la mort accidentelle de son mari pendant une altercation avec l'amant de celle-ci, Jo Morris doit prouver sa bonne foi et son innocence auprès des tribunaux. Larry Ellis, l'homme qu'elle a fréquenté doit aussi se battre pour sa survie. Les avocats des deux partis vont amener les deux prévenus à se battre l'un contre l'autre durant le procès.

## Fiche technique
- Titre : Du sang en première page
- Titre original : The Story on Page One
- Réalisation : Clifford Odets
- Scénario : Clifford Odets
- Production : Jerry Wald
- Société de production : Twentieth Century Fox, Jerry Wald Productions et The Company of Artists
- Photographie : James Wong Howe
- Musique : Elmer Bernstein
- Direction artistique : Howard Richmond et Lyle R. Wheeler
- Décorateur de plateau : G.W. Berntsen et Walter M. Scott
- Montage : Hugh S. Fowler
- Pays d'origine : États-Unis
- Format : Noir et blanc - Son : Mono (Westrex Recording System)
- Genre : Drame
- Durée : 123 minutes
- Dates de sortie :
  - États-Unis : décembre 1959
  - États-Unis : 13 janvier 1960 (New York)
  - France : 22 août 1962

## Distribution
- Rita Hayworth : Josephine Brown
- Anthony Franciosa : Victor Santini
- Gig Young : Larry Ellis
- Mildred Dunnock : Mme Ellis
- Hugh Griffith : Juge Edgar Neilsen
- Sanford Meisner : Phil Stanley
- Robert Burton : Nordeau
- Alfred Ryder : Lieutenant Mike Morris
- Katherine Squire : Mme Hattie Brown
- Raymond Greenleaf : Juge Carey
- Myrna Fahey : Alice
- Leo Penn : Morrie Goetz
- Sheridan Comerate : Francis Morris
- Dana Andrews : Détective Lieutenant Mark McPherson (voix)

Acteurs non crédités :
- Valerie French : Liz
- Theodore Newton : Dr Kemper

## Critique
- « Rita Hayworth n'est plus la pin-up girl du passé. Elle a maintenant des rôles forts, sait se tenir à la perfection devant une caméra et joue aussi bien la femme angoissée que l'amoureuse. Elle est à l'aise dans le suspense et dans les scènes sentimentales... » Times[1]
- « The story on page one est construit comme un rapport de police. Mais il est aussi un agréable spectacle qui prend vie et émotion grâce à de nompbreux flash backs. À noter les performances de Katherine Squire qui est la mère de Jo Brown, et de Miss Hayworth, toujours parfaite. » Daily Variety[1]